# Walter Scheel Medaille

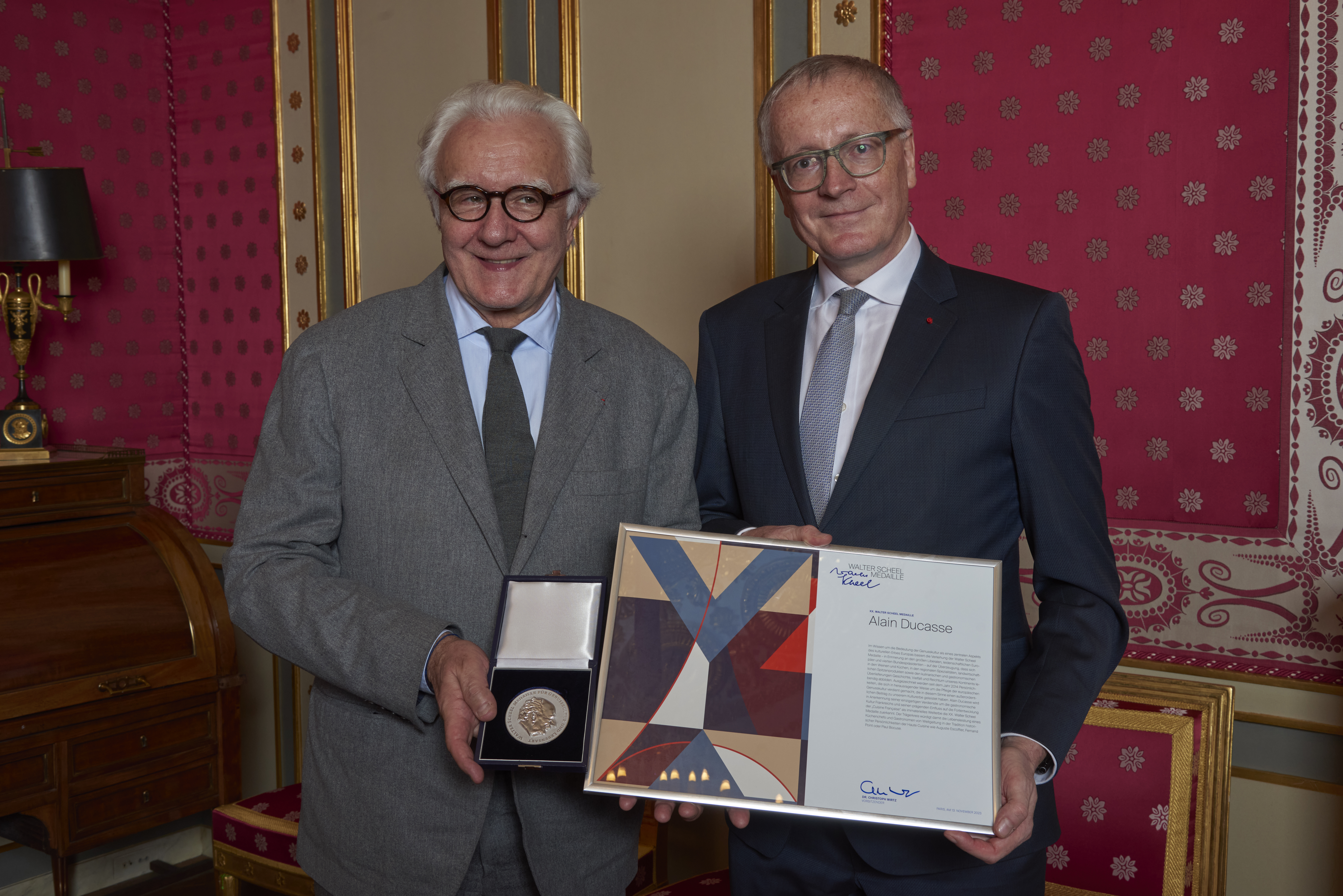
Der deutsche Botschafter in Frankreich Stephan Steinlein mit Alain Ducasse (links) bei der Preisverleihung im Palais Beauharnais, 2023

Die Walter Scheel Medaille ist eine Auszeichnung für europäische Genusskultur.
Die Auszeichnung ist nach dem früheren Bundespräsidenten Walter Scheel benannt. Mit der Walter Scheel Medaille werden seit dem Jahr 2014 Personen und Institutionen geehrt, „die sich in herausragender Weise um die Förderung der europäischen Genusskultur verdient gemacht haben.“ Verliehen wird die Auszeichnung vom Trägerkreis der Walter Scheel Medaille e.V., der zur Förderung der Kultur und des Völkerverständigungsgedankens als gemeinnützig anerkannt ist. Die Schirmherrschaft hatte der ehemalige Staatspräsident Frankreichs Valéry Giscard d’Estaing inne.
Der Jury der Walter Scheel Medaille gehören neben dem Vorsitzenden des Trägerkreises, dem Journalisten Christoph Wirtz, der frühere Präsident der Europäischen Investitionsbank Werner Hoyer, der Spitzenkoch Christian Bau sowie die Sommelière Melanie Wagner an.

## Preisträger
- 2014: Familie Haeberlin, Auberge de l’Ill, Illhaeusern
- 2014: Eckart Witzigmann, Spitzenkoch, München[3]
- 2015: Angelo Gaja, Weingut Gaja, Barbaresco
- 2015: Pierre-Emmanuel Taittinger, Champagne Taittinger, Reims
- 2016: Hugh Johnson, Weinkritiker, London
- 2017: Georg Riedel, Riedel Glas, Kufstein
- 2018: Bernard Antony, Maître fromager affineur, Vieux-Ferrette[4]
- 2018: Familie Gillardeau, Austernzüchter, Bourcefranc-le-Chapus
- 2018: José Gómez, Jamón ibérico-Produzent, Salamanca
- 2018: Giannola Nonino, Nonino Distillatori, Grappa-Destillateur, Percoto[5]
- 2019: Familie Dietrich-Kienberger, Hotel Waldhaus, Sils-Maria[6]
- 2019: István Szepsy, Tokajer-Produzent, Mád[7]
- 2019: Josef Zotter, Zotter Schokolade, Bergl[8]
- 2020: Ferran Adrià, El Bulli Foundation, Spitzenkoch, Roses
- 2021: Rudolf Bühler, Gründer der Bäuerlichen Erzeugergemeinschaft Schwäbisch Hall, Wolpertshausen[9]
- 2021: Carlo Petrini, Gründer der internationalen Slow-Food-Bewegung, Pollenzo
- 2022: Franz Ehrnsperger, Neumarkter Lammsbräu, Neumarkt in der Oberpfalz[10]
- 2022: Frank Hederman, Lachs-Räucherer, Cobh[11]
- 2022: Zafeiris Trikalinos, Bottarga-Produzent, Athen[12]
- 2023: Alain Ducasse, Spitzenkoch und Gastronom, Paris[13]
- 2024: Markus Molitor, Moselwinzer, Bernkastel-Wehlen[14]